# Papoeapitta
De papoeapitta (Erythropitta macklotii) is een vogelsoort uit de familie van pitta's (Pittidae). Deze pitta werd ook wel als een ondersoort van de Filipijnse pitta of roodbuikpitta (Erythropitta erythrogaster sensu lato) opgevat. De nominaat werd verzameld aan de Tritonbaai (baie de Lobo) tijdens de expeditie naar Nieuw-Guinea in 1828 en in 1834 door Coenraad Jacob Temminck beschreven. De wetenschappelijke naam is een eerbetoon aan de Duitse natuuronderzoeker Heinrich Christian Macklot, die in dienst van het Rijksmuseum van Natuurlijke Historie onderzoek deed in Nederlands-Indië en ook deelnam als onderzoekleider aan de expeditie naar Nieuw-Guinea.

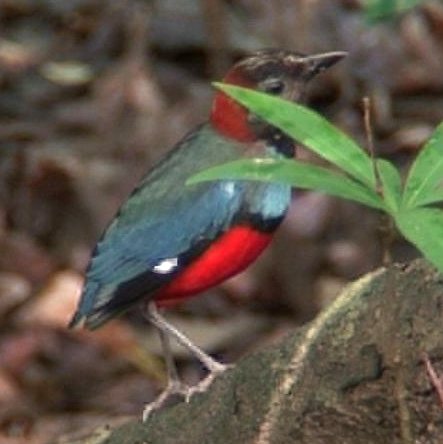
E. m. digglesi op Kaap York (Noord-Queensland, Australië)

## Uiterlijke kenmerken
Deze pitta heeft een bijna egaal bruine kop. De verschillende ondersoorten verschillen onderling weer in de verdeling van bruin en donkerbruin op de kop.

## Verspreiding en ondersoorten
Het is een vogelsoort met een groot verspreidingsgebied dat reikt van het westen van de Indonesisische provincie West-Papoea tot het uiterste noorden van de Australische deelstaat Queensland.
Er worden zes ondersoorten onderscheiden:
- E. m. habenichti in het noorden van Nieuw-Guinea.
- E. m. macklotii (nominaat) in het westen en zuiden van Nieuw-Guinea.
- E. m. oblita: in het zuidoosten van Nieuw-Guinea ten westen van Port Moresby.
- E. m. loriae in het uiterste zuidoosten van Nieuw-Guinea.
- E. m. digglesi op Kaap York (Noord-Queensland, Australië).
- E. m. finschii op de D'Entrecasteaux-eilanden.

## Status
De grootte van de populatie is niet gekwantificeerd maar de soort wordt omschreven als waarschijnlijk algemeen in Nieuw-Guinea en plaatselijk algemeen in het noordoosten van Australië. Op de Rode lijst van de IUCN heeft deze soort de status niet bedreigd.

## Collectie balgen uit Naturalis Biodiversity Center

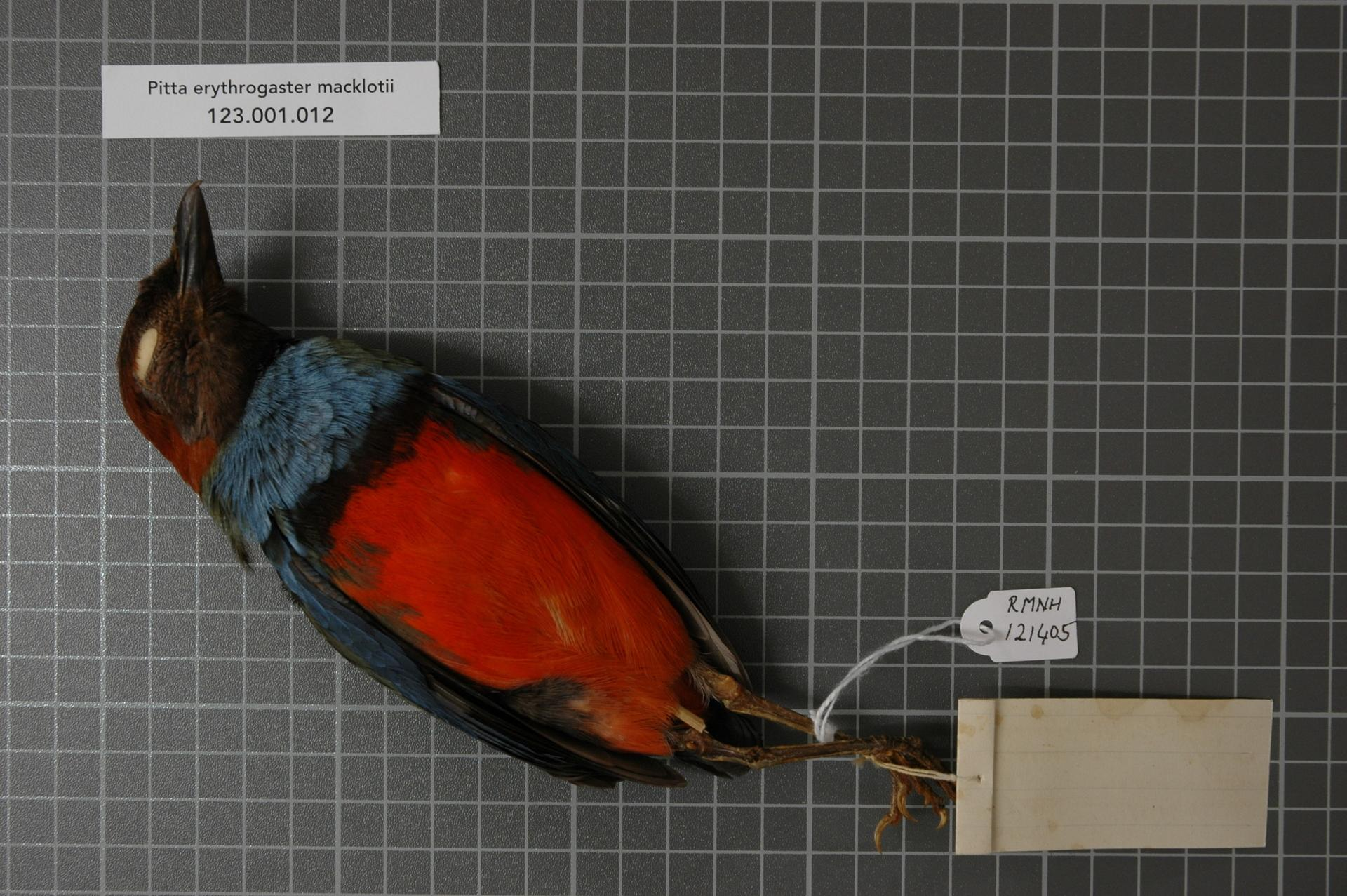
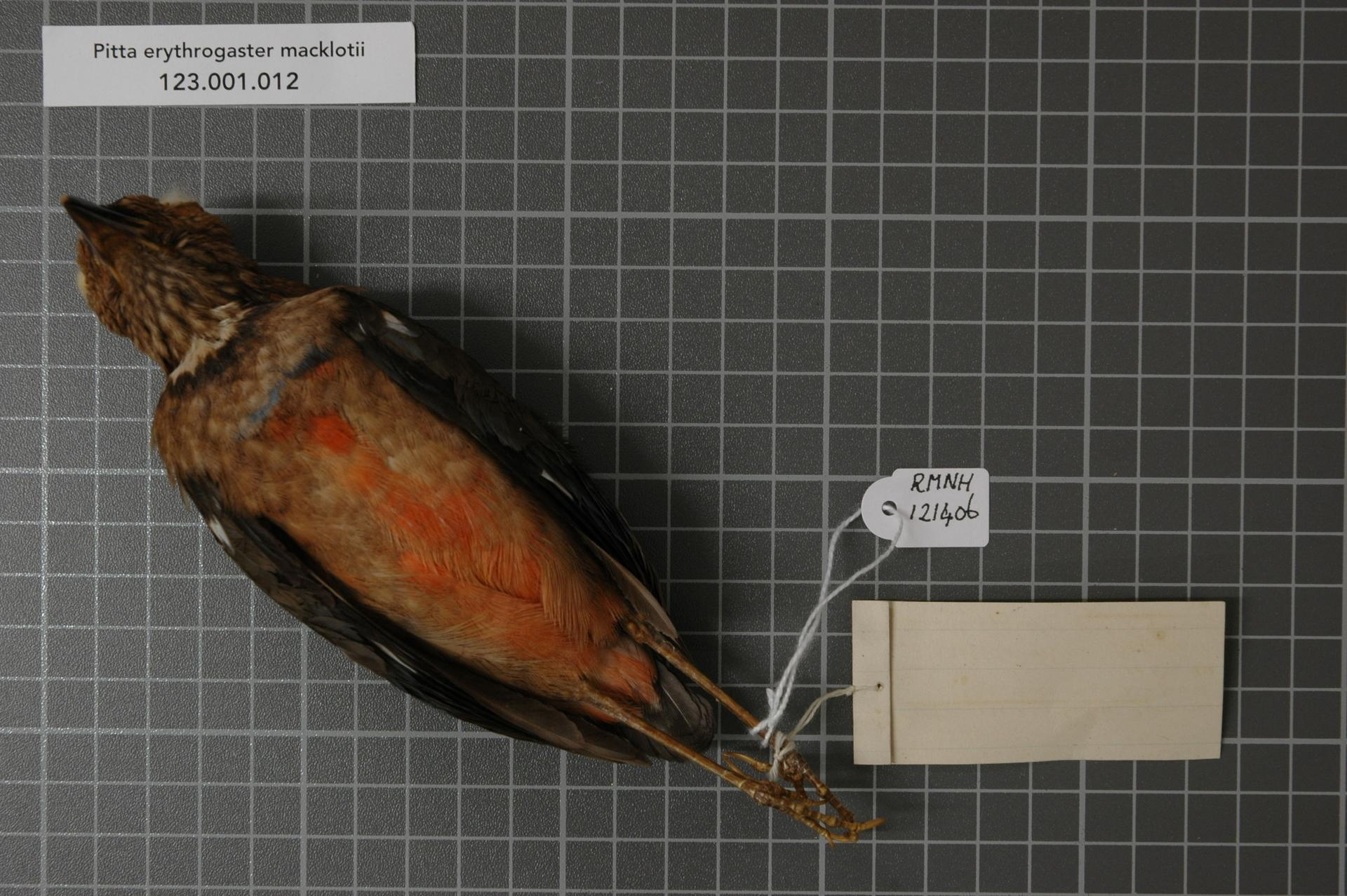
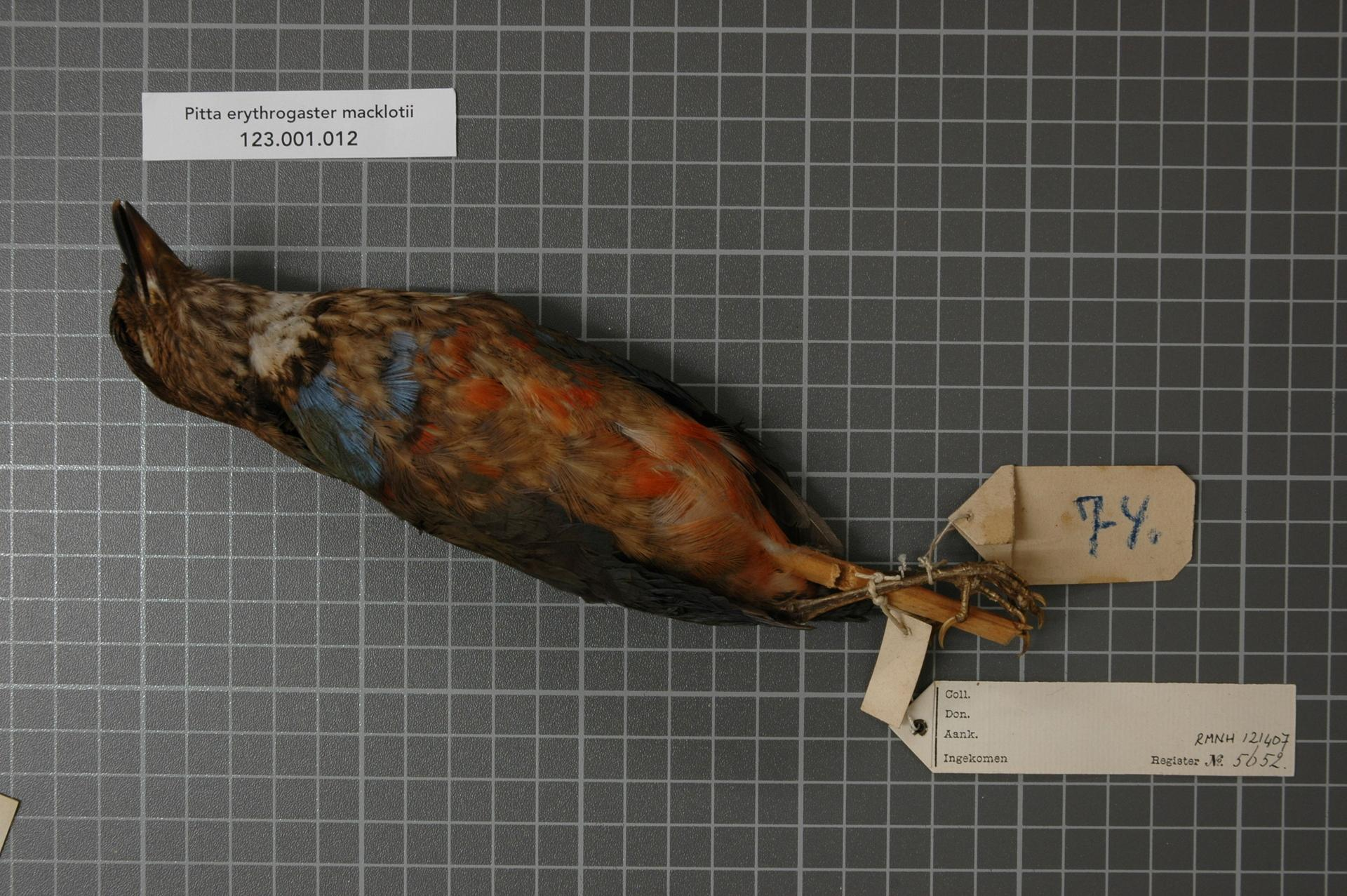
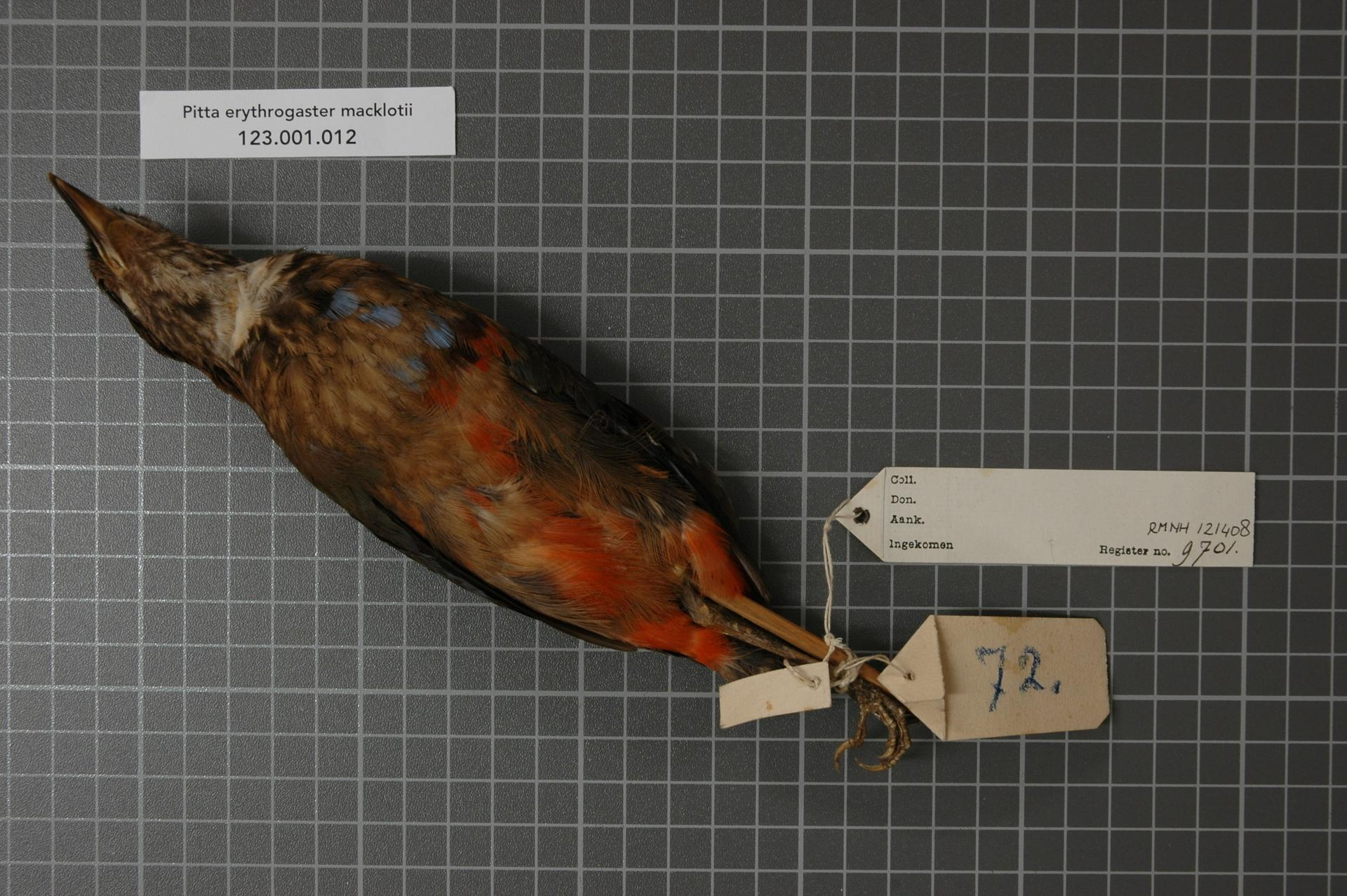
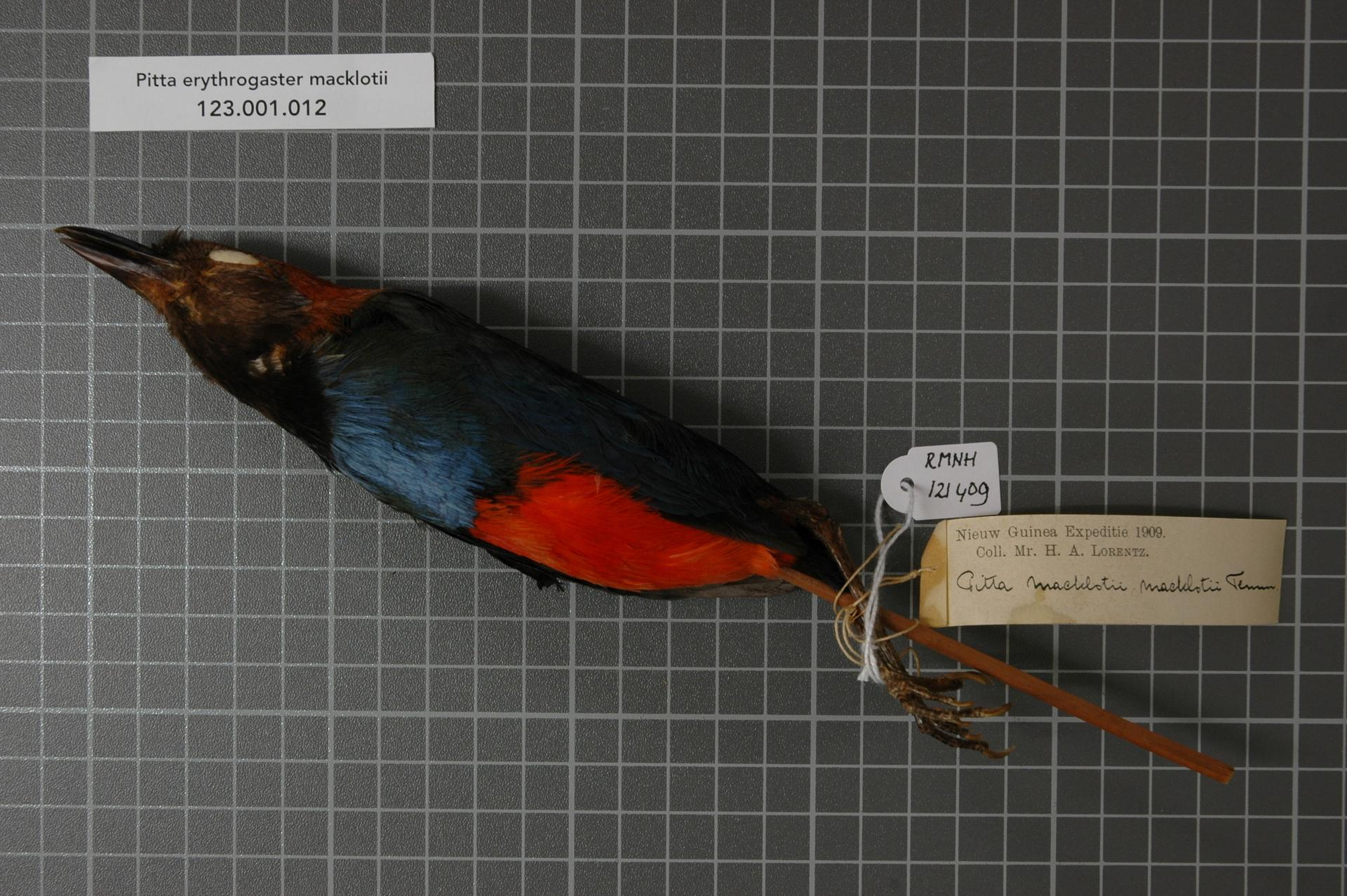
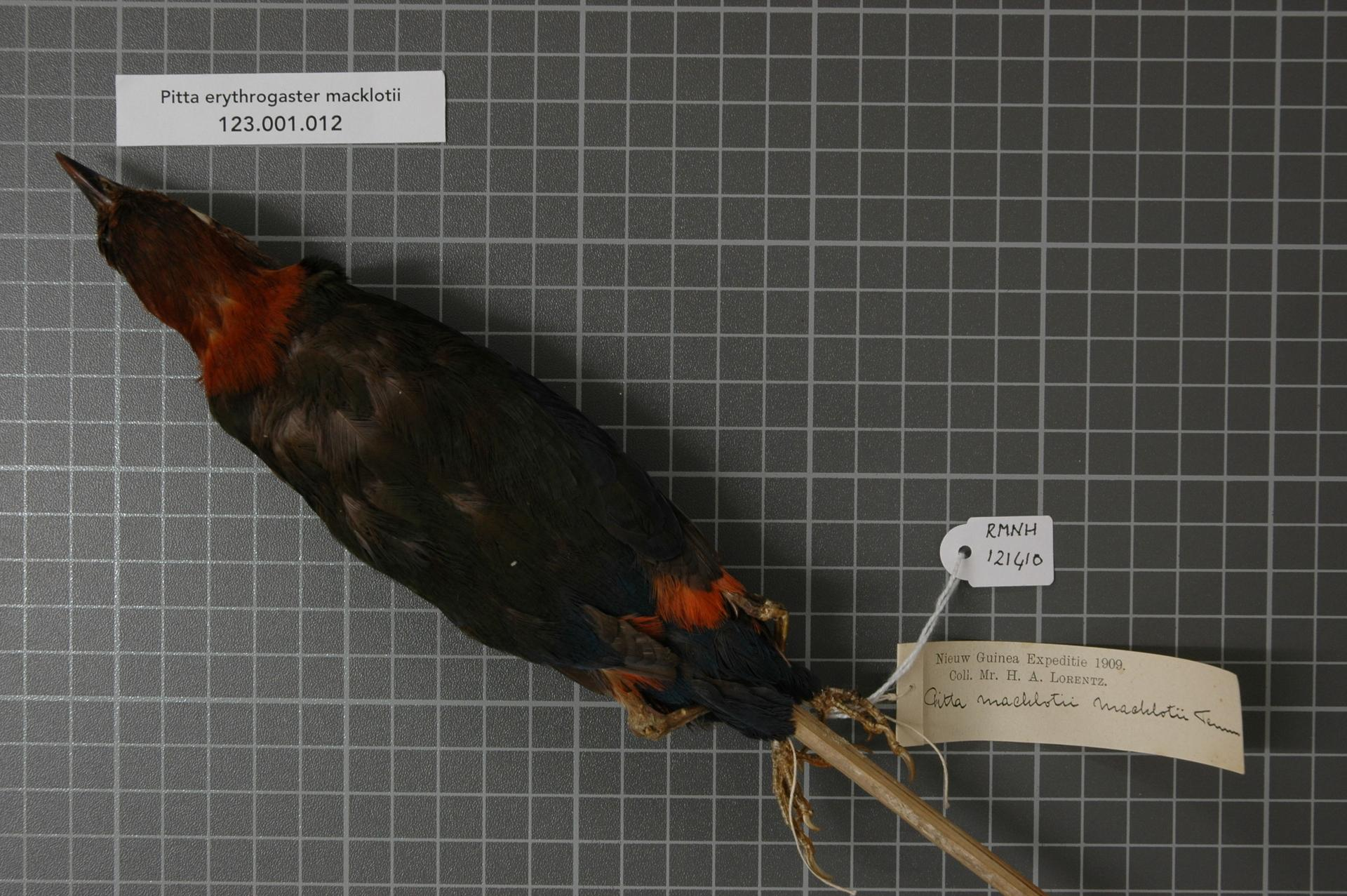
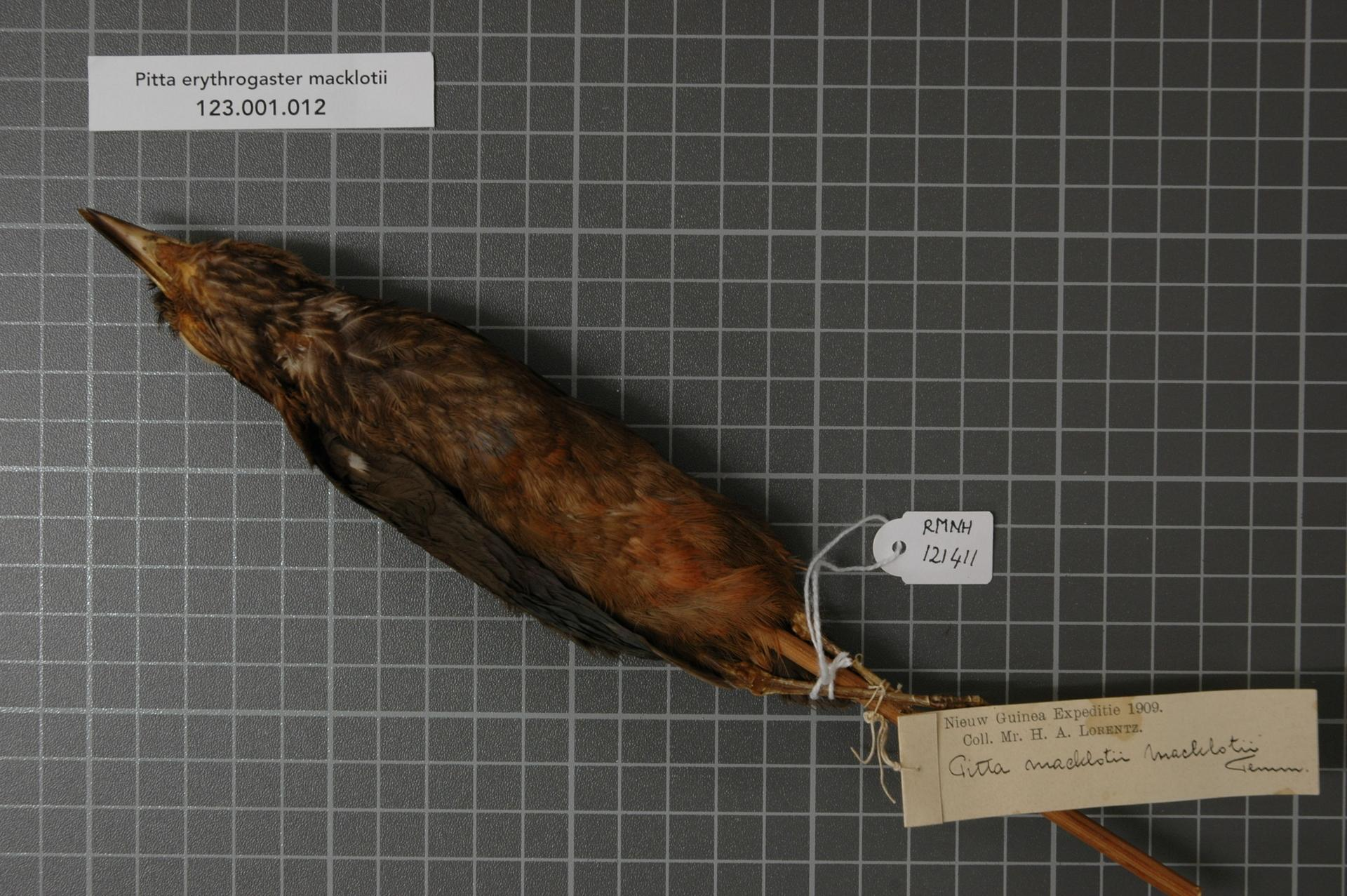